# Batman Forever
Batman Forever è un film del 1995 diretto da Joel Schumacher.
Basato sul personaggio di Batman di DC Comics, è un reboot della serie di film su Batman della Warner Bros. La storia del film si concentra su Batman che cerca di fermare Due Facce e l'Enigmista nel loro piano per estrarre informazioni da tutte le menti di Gotham City mentre adotta un acrobata orfano di nome Dick Grayson (che diventa il suo aiutante Robin) e sviluppa sentimenti per la psicologa Chase Meridian.
Per il film, Joel Schumacher ha evitato per l'atmosfera oscura e distopica dei film di Burton usando l'approccio commerciale e kid friendly della serie televisiva degli anni 1960.
Batman Forever è stato distribuito negli Stati Uniti il 16 giugno 1995 e ha ricevuto recensioni negative da parte della critica, criticandone la sceneggiatura, il cast e l'allontanamento tonale dai film di Burton. Il film è stato un successo al botteghino, incassando oltre 336 milioni di dollari in tutto il mondo e diventando uno dei film di maggior incasso del 1995.
Un sequel, Batman & Robin, è stato pubblicato nel 1997, ancora con Schumacher alla regia e Chris O'Donnell nei panni di Dick Grayson, ma con George Clooney a sostituire Val Kilmer nel ruolo di Batman.

## Trama
Il vigilante mascherato Batman (in realtà il filantropo Bruce Wayne), difensore della città di Gotham, è chiamato dal commissario della polizia James Gordon ad affrontare il pericoloso supercriminale Due Facce (ossessionato dal dualismo Bene-Male), nuova identità dell'ex procuratore distrettuale Harvey Dent, impazzito dopo essere stato sfigurato dal boss mafioso Salvatore Moroni, che gli ha schizzato dell'acido sul volto mentre veniva processato, rimanendo con il lato sinistro della faccia rosso e mostruoso. Il supercriminale è convinto che sia stato il suo vecchio alleato Batman a crearlo, e prova a ucciderlo mentre questi tenta di catturarlo durante una rapina a una banca, ma entrambi falliscono.
Il giorno seguente Bruce ispeziona la sua azienda, le Wayne Enterprises, e incontra il suo geniale ma folle dipendente Edward Nygma, che ha inventato il "Box", un dispositivo per manipolare le attività cerebrali in modo da consentire, teoricamente, una migliore visione dei programmi televisivi. Bruce rifiuta di finanziare il progetto, che potrebbe avere pericolosi effetti collaterali, facendo infuriare Edward. Quella sera Nygma, rimasto fino a tardi nei laboratori delle Wayne Enterprises, sequestra il suo capo Fred Stickley e lo usa come cavia mentre Nygma si sottopone al suo stesso Box e con esso s'impossessa dell'intelletto di Stickley, diventando ancora più intelligente. Uccidendo Stickley buttandolo da una finestra del palazzo, in modo da farlo sembrare un suicidio, Nygma torna a casa sua e guarda in TV uno spettacolo circense al quale sta assistendo dal vivo anche Bruce in compagnia della sua nuova fidanzata, l'attraente dottoressa Chase Meridian, una nota psicologa chiamata dalla polizia come consulente per affrontare Due Facce.
Durante la pausa dello spettacolo, però, irrompe nel circo proprio Due Facce che, avendo intuito che Batman è in realtà uno dei ricchi individui presenti al prestigioso show, minaccia di far esplodere una bomba nel tendone se il supereroe non si farà avanti.
Bruce confessa il suo segreto ma Due Facce non lo sente, per la confusione e per essere impegnato a tenere d'occhio "I Grayson Flight", una famiglia di acrobati che stava assalendo i suoi scagnozzi. A colpi di mitra Due Facce, prima di andarsene, rompe i cavi ai quali si erano aggrappati la famiglia Grayson, uccidendoli mentre il loro figlio minore, Richard "Dick" Grayson, era riuscito a far rotolare l'esplosivo fuori dal circo.
Bruce decide di prendere in custodia Dick, ospitandolo al Castello Wayne. La tragedia del ragazzo fa tornare in mente a Bruce dell'orribile omicidio dei suoi genitori da parte del criminale Jack Napier e del suo terrore-fascino nei confronti dei pipistrelli.
Intanto, Edward Nygma, diventato più capace dopo l'esperimento del Box, diventa il supercriminale con il nome dell'Enigmista, e si coalizza con Due Facce. I due malviventi iniziano a compiere rapine per consentire a Edward di creare la "Nygma Tech", un'azienda che produce in serie il Box, in modo da permettergli di accumulare abbastanza sapienza da intuire la vera identità di Batman così che Due Facce possa finalmente ucciderlo dopo aver messo a nudo i suoi segreti.
Frattanto Dick scopre il segreto del suo tutore, e aiutato dal maggiordomo Alfred Pennyworth, decide di divenire Robin, un supereroe agile come un pettirosso e assetato di vendetta nei confronti di Due Facce; viene tuttavia rimproverato da Bruce quando ruba la Batmobile per farsi un giro di piacere tra le strade di Gotham ed essersi scontrato con una banda di teppisti che stavano tentando di molestare una ragazza.
Durante un convegno organizzato da Nygma per presentare al pubblico la versione migliorata del suo prodotto irrompe Due Facce, stanco di attendere le mosse del suo complice, che minaccia di morte i presenti in modo da attirare Batman, per poi venire assalito proprio da Batman, il quale perde quasi la vita nello scontro seguente, ma viene salvato da Robin.
Tornato a casa Bruce ha un diverbio con Dick, che non approva la sua scelta di impedirgli di affiancarlo nella lotta contro il crimine, e il ragazzo decide infine di andarsene dopo che Bruce, rendendosi conto che è rimasto da sempre solo, decide di non essere più Batman. Il breve tempo trascorso da Bruce testando il Box durante il convegno è stato sufficiente all'Enigmista e a Due Facce per scoprire la sua identità segreta, e i due supercriminali decidono immediatamente di passare all'azione.
La notte di Halloween invita Chase al suo maniero per rivelarle la sua doppia vita, come essersi deciso a combattere il crimine dopo che, da bambino, vide i suoi genitori assassinati a colpi di pistola da un rapinatore di strada, ma proprio in quel momento irrompono i due supercriminali. Mentre Bruce e Chase tentano disperatamente di sfuggire agli uomini di Due Facce, l'Enigmista distrugge parzialmente la Batcaverna, per poi scappare insieme al suo complice e alla prigioniera dottoressa Meridian.
Interpretando correttamente i buffi indovinelli ricevuti per posta dall'Enigmista, Bruce scopre l'identità del suo misterioso avversario e il suo nascondiglio, l'isola artificiale sulla quale ha sede la Nygma Tech, e decide di recarvisi in compagnia di Dick nei panni di Robin, che ha deciso di tornare per aiutarlo, ricevendo stavolta l'approvazione del suo mentore.
I due supereroi si mettono in marcia verso il covo dei malviventi, e nonostante la distruzione dei loro Batveicoli, riescono a raggiungere l'isola. Mentre Batman tenta di penetrare nella base operativa dell'Enigmista, Robin si scontra con Due Facce, ma si rifiuta di ucciderlo come voleva inizialmente, affermando che preferisce vederlo dietro le sbarre. Il criminale approfitta della pietà di Robin per catturarlo, e lo rinchiude insieme a Chase. Giunto nella base dei criminali, Batman si trova faccia a faccia con l'Enigmista, ansioso di ottenere la risposta alla domanda che da tempo si pone: «Come possono Bruce Wayne e Batman coesistere?».
Batman si trova a decidere se salvare Robin o Chase, agganciati sopra un profondissimo pozzo dal letto di lance, ma riesce a salvare entrambi dalla morte e a sconfiggere l'Enigmista, dimostrandogli di essere sia Bruce Wayne che Batman, non per costrizione, ma perché così ha scelto. Due Facce allora intende eliminare i suoi avversari a colpi di pistola in bilico sul pozzo della trappola, ma prima di sparare decide di affidarsi alla sua moneta, che scaglia in aria. Tuttavia, nello stesso istante Batman lancia in aria un sacchetto di monete identiche a quella del criminale che, cercando di trovare l'originale, scivola e cade nell'abisso.
Impazzito a causa della perdita dell'intelligenza che aveva rubato, Edward Nygma viene catturato da Batman e ricoverato nel manicomio di Arkham, dove trascorre il resto delle sue giornate delirando e affermando di essere Batman in piena pazzia. Risolto il caso, Chase deve alla fine partire da Gotham City, promettendo a Bruce di mantenere il suo segreto.

## Personaggi
- Bruce Wayne / Batman, interpretato da Val Kilmer: miliardario che di notte lotta contro il crimine nelle vesti del supereroe Batman.
- Harvey Dent / Due Facce, interpretato da Tommy Lee Jones: ex procuratore distrettuale di Gotham City.
- Dick Grayson / Robin, interpretato da Chris O'Donnell: giovane acrobata circense, che dopo la morte dei suoi familiari avvenuta per mano del supercriminale Due-Facce, verrà adottato da Bruce Wayne scoprendo in seguito che egli è Batman per poi infine decidere di affiancarlo nelle vesti del supereroe Robin.

Nel film compaiono in un piccolo ruolo cameo Jon Favreau e il Presidente pro tempore del Senato degli Stati Uniti Patrick Leahy.

## Produzione

### Sviluppo, pre-produzione e selezione attori
Nel 1993 la Warner Bros. decise di non proseguire il sodalizio con il regista Tim Burton, e di intraprendere una strada meno cupa e più commerciale con il terzo film della saga. Ciò nonostante, Burton rimase coinvolto in veste di produttore e scelse gli sceneggiatori Lee Batchler e Janet Scott Batchler, prima di passare il testimone al nuovo regista Joel Schumacher e dedicarsi a tempo pieno alla regia di Ed Wood per la Touchstone Pictures. Schumacher propose inizialmente di adattare il fumetto Batman: Anno uno di Frank Miller, ma l'idea fu accantonata dallo studio cinematografico in quanto non interessato alla realizzazione di un prequel. Il regista decise quindi di ingaggiare Akiva Goldsman per scrivere una nuova stesura della sceneggiatura, basandosi su quanto scritto in precedenza dai coniugi Batchler. Peter Macgregor-Scott, già responsabile di successi come Trappola in alto mare e Il fuggitivo per la Warner, venne assunto come produttore de facto del progetto con il mandato di renderlo appetibile per la 'generazione MTV', e di sfruttarne appieno le possibilità di merchandising.

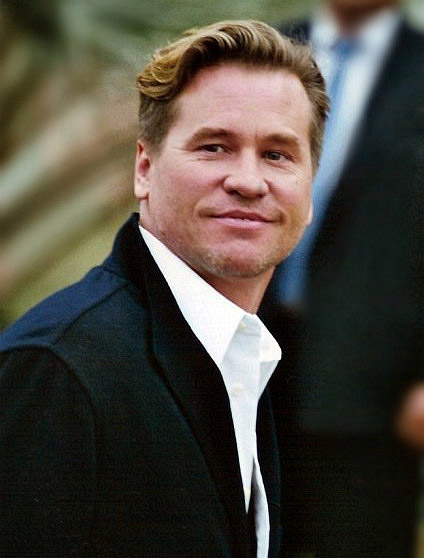
Nel luglio del 1994 Val Kilmer viene scelto come nuovo interprete di Batman

Questa volta, ad affrontare l'Uomo Pipistrello sarebbero stati l'Enigmista e Due Facce (il cui alter ego Harvey Dent fu interpretato da Billy Dee Williams nel primo film del 1989), ruoli che vennero affidati rispettivamente a Jim Carrey, reduce dell'enorme successo di Ace Ventura - L'acchiappanimali, e al premio Oscar Tommy Lee Jones, che aveva appena collaborato con Schumacher per il thriller legale Il cliente. In un primo momento, anche Robin Williams aveva espresso interesse per il ruolo ottenuto da Carrey; per lo stesso ruolo venne considerato Micky Dolenz, mentre Burton era ancora temporaneamente il regista del film. Jones, invece, dapprima restio a partecipare, si convinse ad accettare l'offerta citando tra le motivazioni la grande passione di suo figlio Austin per i fumetti. Inoltre, dopo due tentativi falliti lo studio era ansioso di introdurre finalmente nel nuovo film, ora ufficialmente intitolato Batman Forever, il giovane aiutante del protagonista Dick Grayson alias Robin. Per il ruolo furono presi in considerazione gli attori emergenti più promettenti di Hollywood, tra cui Leonardo DiCaprio, prima di affidarlo a Chris O'Donnell. Il costume di Robin non è il classico costume dei fumetti che indossava Dick Grayson, ma si basa sul costume indossato dal terzo Robin, Tim Drake; questo costume è stato introdotto nel 1990 e si dice che Tim Burton abbia contribuito a disegnarlo.
Michael Keaton, interprete di Batman nelle due precedenti pellicole, era in trattative per tornare a vestirne i panni, ma a soli due mesi dalle riprese decise di rifiutare l'offerta, dichiarandosi a disagio con il tono scanzonato voluto da Joel Schumacher e insoddisfatto dalla sceneggiatura. Il regista si dimostrò comprensivo, affermando che «non tutti hanno voglia di interpretare supereroi in eterno. Persino Sean Connery ha lasciato il ruolo di James Bond». Nel giro di una settimana fu trovato un sostituto: Val Kilmer, allora trentaquattrenne, al momento della chiamata si trovava in una grotta di pipistrelli in Africa. A convincere Schumacher di tale scelta fu la sua interpretazione di Doc Holliday in Tombstone. Il co-creatore del personaggio Bob Kane approvò la decisione: «Michael Keaton fece un lavoro straordinario e non posso che elogiarlo, ma Val è più affascinante e lo supera in prestanza fisica. Somiglia di più al Bruce Wayne che disegnavo io». Furono valutati come eredi al mantello anche Daniel Day-Lewis, Ralph Fiennes e William Baldwin.
Rene Russo era in lizza per interpretare la psichiatra Chase Meridian al fianco di Keaton (erano precedentemente candidate anche Robin Wright, Jeanne Tripplehorn e Linda Hamilton), ma fu ritenuta troppo matura per spalleggiare Kilmer e il ruolo andò a Nicole Kidman. Per mantenere un senso di familiarità, nonostante il nuovo taglio più 'pop', furono invitati a tornare nel cast Michael Gough (che già in passato recitò con Val Kilmer in Top Secret!) e Pat Hingle, interpreti di Alfred Pennyworth,
(dove in questo film viene resa per la prima volta sul grande schermo l'importanza del maggiordomo di castello Wayne, un secondo padre per Bruce) e del Commissario James Gordon. Drew Barrymore e Debi Mazar furono scritturate per interpretare Sugar e Spice, le provocanti assistenti di Due Facce, ciascuna rappresentativa di un diverso lato della sua doppia personalità.

### Riprese
Le riprese del film si svolsero nell'arco di 107 giorni ed ebbero inizio il 21 settembre 1994 a New York, spostandosi successivamente a Los Angeles. Nel primo giorno di lavorazione furono bloccati cinque isolati di Wall Street per permettere di girare una scena con la Batmobile. A differenza dei due precedent film, girati quasi interamente in backlot e teatri di posa, questa volta la troupe si avvalse maggiormente delle location cittadine, rivestite per l'occasione dalla scenografa Barbara Ling.
Bob Kane (co-creatore di Batman) fu una presenza costante sul set. Racconta Schumacher: «Veniva a trovarci almeno due volte a settimana. Senza dubbio ha apprezzato le belle donne».
Schumacher ebbe problemi lavorando con Kilmer, descrivendolo come "infantile e impossibile", riportando che litigava con vari membri della troupe e si rifiutò di parlare al regista per due settimane dopo che lo redarguì per i suoi comportamenti. Schumacher menzionò anche Tommy Lee Jones come fonte di problemi: «Jim Carrey era un gentleman e Tommy Lee Jones si sentiva minacciato da lui. Io sono stufo di difendere attori privilegiati e strapagati, spero di non lavorare mai più con loro». Carrey stava così antipatico a Tommy Lee Jones che, durante le riprese, cercava assolutamente di evitarlo, rifiutandosi persino di sedersi accanto a lui per la pausa pranzo.

### Design
La nuova versione di Gotham City, sgargiante e fumettosa, fu disegnata da Barbara Ling. Per volere del regista si distacca completamente dalle versioni precedenti, e trae ispirazione dai fumetti di Batman degli anni '40 e '50 e dall'architettura della New York anni '30, ma immersa nei neon della luminosa Tokyo odierna.

"Fumettoso" fu la parola chiave che influenzò tutti i dipartimenti coinvolti durante la lavorazione. «Joel voleva che sembrasse letteralmente un fumetto», spiega Stephen Goldblatt, direttore della fotografia. «Appena vide i colori sgargianti e le pose omoerotiche fu felice come non mai».

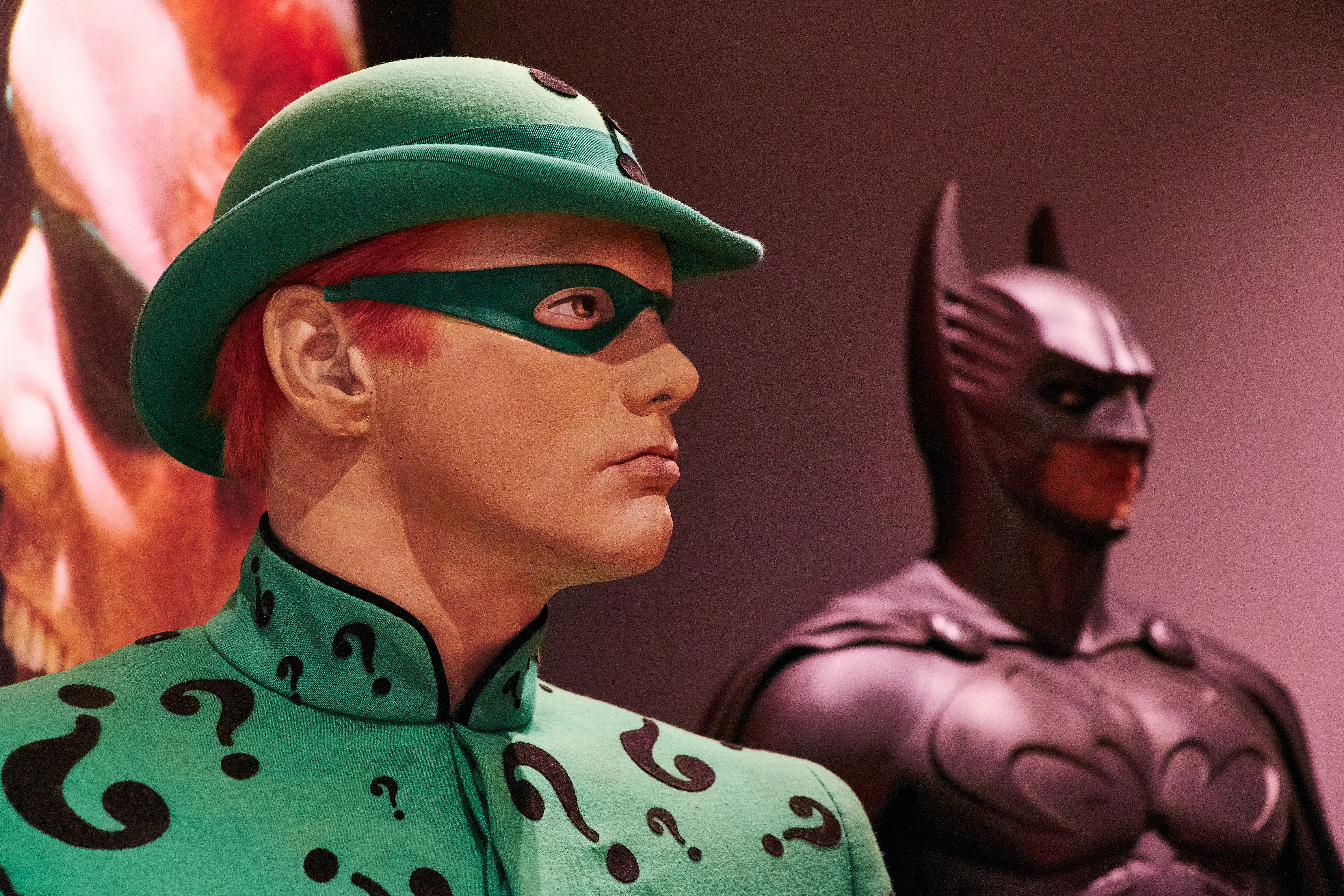
I costumi di scena dell'Enigmista e di Batman.

Lo conferma anche il costumista Bob Ringwood, qui al suo terzo Bat-film dopo i primi due di Tim Burton: «Lo studio voleva che i costumi fossero più "cartooneschi", che avessero un aspetto più in linea con i fumetti. In generale, c'era il desiderio di creare qualcosa di più leggero e colorato». Ringwood e la squadra cominciarono i lavori convinti che il costume dell'Uomo Pipistrello sarebbe stato indossato ancora una volta dall'attore delle precedenti pellicole: «Abbiamo perso circa sette settimane a creare i costumi per Michael Keaton, e [in seguito al suo abbandono] abbiamo dovuto rifare tutto da zero a causa delle sostanziali differenze di corporatura tra Michael e Val Kilmer». Il nuovo costume fu realizzato in un lattice molto leggero, che permise a Kilmer una maggiore mobilità durante le scene d'azione.
Per la nuova Batmobile venne inizialmente contattato il noto designer di Alien H.R. Giger, ma le sue idee furono scartate perché ritenute troppo eccentriche e sinistre, oltre che impossibili da realizzare con la tecnologia dell'epoca. Invece, il veicolo presente nelle pellicola fu disegnato da Barbara Ling, e la realizzazione affidata all'azienda TransFX Inc., qui al loro primo incarico importante. Furono costruiti due modelli, uno per le scene statiche e l'altro per le riprese in corsa.

### Scene eliminate
Batman Forever ha subito alcune modifiche importanti prima della sua distribuzione. Originariamente più cupo del prodotto finale, la durata originale del film era più vicina alle due ore e quaranta minuti, secondo Schumacher. Si era parlato di una versione estesa in uscita su DVD per il decimo anniversario del film nel 2005. Sebbene tutti e quattro i precedenti film di Batman siano stati distribuiti in DVD con edizioni speciali lo stesso giorno dell'uscita in DVD di Batman Begins, a nessuno di essi è stata concessa una versione estesa, sebbene alcune scene fossero nella sezione delle scene eliminate nei contenuti speciali.

## Colonna sonora
Elliot Goldenthal fu incaricato di comporre la colonna sonora, e gli fu consigliato di non ascoltare le musiche dei primi due film (composte da Danny Elfman) per non rimanerne influenzato, così da creare pezzi differenti.
Nella colonna sonora sono inclusi successi come Hold Me, Thrill Me, Kiss Me, Kill Me degli U2 e Kiss from a Rose di Seal, che ricevettero entrambi una nomination per gli MTV Movie Awards. Kiss From a Rose (il cui video è stato diretto dallo stesso Joel Schumacher) raggiunse il primo posto nella classifica americana, vincendo poi tre Grammy come miglior performance pop maschile, miglior disco e miglior canzone.

### Tracce
1. U2 – Hold Me, Thrill Me, Kiss Me, Kill Me – 4:47
2. PJ Harvey – One Time Too Many – 2:52
3. Brandy – Where Are You Now? – 3:58
4. Seal – Kiss from a Rose – 3:38
5. Massive Attack & Tracey Thorn – The Hunter Gets Captured By The Game (Smokey Robinson cover) – 4:07
6. Eddi Reader – Nobody Lives Without Love – 5:05
7. Mazzy Star – Tell Me Now – 4:18
8. The Offspring – Smash It Up (The Damned cover) – 3:27
9. Nick Cave – There Is A Light – 4:24
10. Method Man – The Riddler – 3:31
11. Michael Hutchence – The Passenger (Iggy Pop cover) – 4:38
12. The Devlins – Crossing The River – 4:45
13. Sunny Day Real Estate – 8 – 5:27
14. The Flaming Lips – Bad Days – 4:40

## Distribuzione
L'anteprima mondiale di Batman Forever fu tenuta il 9 giugno 1995 presso il Mann Village Theatre di Los Angeles, in presenza dei realizzatori e del cast. Il film uscì negli Stati Uniti il 16 giugno dello stesso anno, distribuito in 2.842 sale cinematografiche. In Italia è uscito al cinema il 6 ottobre 1995 distribuito dalla Warner Bros. Italia, in seguito a un'anteprima estiva il 12 agosto.

### Edizione home video
La VHS italiana del film uscì nel marzo del 1996, edita da Warner Home Video. Inoltre, fu tra i primi titoli Warner a uscire in DVD nel 1997, in un'edizione priva di contenuti speciali. Soltanto nel 2005, in occasione dell'uscita di Batman Begins, la major decise di lanciare sul mercato una edizione speciale a due dischi, provvista di nuovi riversamenti audio/video e un ricco pacchetto di contenuti speciali, che comprende:
- Commento del regista Joel Schumacher
- Scene inedite
- Perché Batman Forever?: Come hanno fatto un nuovo regista e un cast rinnovato a creare una nuova visione dei classici buoni e cattivi di Gotham
- La realizzazione
- Dietro le quinte - Fuori dall'ombra: La scenografia, I vari volti di Gotham City, Le acrobazie, Gli effetti speciali, La musica.
- Kiss from a Rose: video musicale di Seal.
- I buoni e i cattivi: i profili dei protagonisti
- Trailer

Seguirono le edizioni Blu-ray Disc, nel 2009, che presenta il film in HD, e Ultra HD Blu-ray, nel 2019, per la quale la pellicola è stata restaurata in 4K e fu preparato un nuovo missaggio audio della traccia originale in Dolby Atmos-TrueHD. Entrambe le edizioni ripropongono i contenuti speciali sopra citati.

### Edizione italiana
Il doppiaggio italiano è stato curato dalla Angriservices Edizioni presso gli studi della International Recording, con la direzione di Renzo Stacchi.
L'ultimo indovinello dell'Enigmista dice "siamo cinque piccole cose di uso quotidiano, ci trovi tutte quante in un campo da tennis". La soluzione sono le vocali, che in inglese sono presenti in "a tennis court'", e in italiano diventa "un campo da tennis".
Quando Dick sceglie di chiamarsi Robin, tra i possibili nomi che propone a Bruce c'è anche "Cavaliere alato" (errata traduzione di "Knight Wing"), che nella versione originale è Nightwing, ovvero il nome che sceglierà una volta abbandonato il ruolo di spalla di Batman nei fumetti DC.

## Accoglienza

### Incassi
Batman Forever ha riscosso un grande successo commerciale. Uscito negli Stati Uniti il 16 giugno 1995 e distribuito in 2.842 sale, ha debuttato al primo posto del botteghino incassando 52784433 $ nel weekend di apertura, massimo incasso raggiunto da un film nei primi tre giorni di programmazione dell'anno (record superato due anni più tardi da Il mondo perduto - Jurassic Park con oltre 72 milioni nel suo weekend di apertura).
Comprese le successive riedizioni, il film ha incassato complessivamente 184069126 $ in madrepatria e 336567158 $ in tutto il mondo (superando il precedente Batman - Il ritorno), risultando il secondo maggiore incasso dell'anno negli Stati Uniti d'America (dopo Toy Story - Il mondo dei giocattoli) e il sesto a livello mondiale.
In Italia il film fu distribuito in circa duecento copie il 6 ottobre 1995 e incassò 2 miliardi 900 milioni di lire nei primi tre giorni di programmazione, assicurandosi il primo posto in classifica. Divenne il ventiduesimo maggiore incasso della stagione cinematografica 1995-96.

### Critica
Sull'aggregatore di recensioni Rotten Tomatoes, il film ha un punteggio di approvazione del 41% basato su 71 recensioni, con una valutazione media di 5,2/10. Il consenso critico del sito recita: "Rumoroso, eccessivamente impegnato e spesso noioso, Batman Forever ha comunque il carisma di Jim Carrey e Tommy Lee Jones per offrire un lieve sollievo". Su Metacritic, il film ha un punteggio di 51 su 100, basato su 23 critici, che indica "recensioni medie".
Parte della critica e dei fan non ha infatti gradito la svolta "commerciale" e tutta "azione" e "neon" operato da Joel Schumacher alla saga; Peter Travers ha commentato: "Con Batman Forever la saga non ha ancora perso la linfa. Quest'estate non c'è nessun'altra macchina dei divertimenti capace di regalarvi così tante sorprese.", ma ha criticato l'approccio "più commerciale" al film rispetto ai due precedenti capitoli: "La sceneggiatura non riesce a cogliere il dolore del personaggio dovuto alla perdita dei suoi genitori come aveva fatto Tim Burton" vedendo il Bruce Wayne di Kilmer come "inespressivo".
Brian Lowry del Variety ha dichiarato: "Una delle cose più discutibili è l'aggiunta di capezzoli sul costume di gomma aderente di Batman. Che gli è saltato in mente ad Alfred? Inoltre, molta della computer grafica impiegata per realizzare Gotham City è palesemente finta. La colonna sonora di Elliot Goldenthal, sebbene sia funzionale, non riesce a raggiungere i fasti di quella composta da Danny Elfman per i primi due film. James Berardinelli ha espresso una critica molto positiva sul film: "È più leggero, più luminoso, più divertente, più veloce e molto più colorato di prima".
Roger Ebert ha valutato il film 2,5 stelle su 4, dichiarando che «Il film è una enorme gomma da masticare per gli occhi. I bambini più piccoli saranno in grado di digerirlo con più facilità rispetto al precedente Batman - Il ritorno dove il divieto ai minori di 13 anni non accompagnati sembrava uno scherzo». Critiche positive andarono su Val Kilmer che mostrò maggior carisma (infatti è divenuto l'attore che impersonifica Batman preferito di Bob Kane), ma in questa pellicola l'attenzione viene catturata dall'energetica interpretazione di Jim Carrey, che in un articolo del Washington Post viene definita "una combinazione tra Fred Astaire e Caligola".

## Riconoscimenti
- 1996 - Premio Oscar
  - Candidatura Migliore fotografia a Stephen Goldblatt
  - Candidatura Miglior sonoro a Donald O. Mitchell, Frank A. Montaño, Michael Herbick e Petur Hliddal
  - Candidatura Miglior montaggio sonoro a John Leveque e Bruce Stambler
- 1996 - Golden Globe
  - Candidatura Migliore canzone originale (Hold Me, Thrill Me, Kiss Me, Kill Me) agli U2 e Bono
- 1996 - Saturn Award
  - Candidatura Miglior film fantasy
  - Candidatura Migliori costumi a Bob Ringwood e Ingrid Ferrin
  - Candidatura Miglior trucco a Rick Baker, Ve Neill e Yolanda Toussieng
  - Candidatura Migliori effetti speciali a John Dykstra, Thomas L. Fisher, Andrew Adamson e Eric Durst
- 1996 - ASCAP Film and Television Music Awards
  - Film al top del box office a Elliot Goldenthal
  - Miglior canzone (Hold Me, Thrill Me, Kiss Me, Kill Me) agli U2 e Bono
- 1996 - Blockbuster Entertainment Awards
  - Miglior attrice in un film d'azione/avventura a Nicole Kidman
- 1996 - BMI Film & TV Award
  - Miglior canzone (Kiss from a Rose) a Seal
- 1996 - BRIT Award
  - Migliore colonna sonora a Elliot Goldenthal
- 1996 - Grammy Award
  - Registrazione dell'anno (Kiss from a Rose) a Seal
  - Canzone dell'anno (Kiss from a Rose) a Seal
  - Miglior canzone pop vocale maschile (Kiss from a Rose) a Seal

- 1996 - Kids' Choice Awards
  - Attore cinematografico preferito a Jim Carrey
  - Candidatura Miglior film
  - Candidatura Attrice cinematografica preferita a Nicole Kidman
- 1996 - MTV Movie Awards
  - Candidatura Attore più attraente a Val Kilmer
  - Candidatura Attrice più attraente a Nicole Kidman
  - Candidatura Miglior cattivo a Jim Carrey
  - Candidatura Miglior cattivo a Tommy Lee Jones
  - Candidatura Miglior canzone (Kiss from a Rose) a Seal
  - Candidatura Miglior canzone (Hold Me, Thrill Me, Kiss Me, Kill Me) agli U2
- 1995 - MTV Video Music Awards
  - Miglior video musicale (Kiss from a Rose) a Seal
  - Candidatura Miglior video musicale (Hold Me, Thrill Me, Kiss Me, Kill Me) agli U2
- 1995 - Razzie Awards
  - Candidatura Peggior canzone originale (Hold Me, Thrill Me, Kiss Me, Kill Me) agli U2 e Bono
- 1995 - Awards Circuit Community Awards
  - Candidatura Migliori trucco e acconciatura
  - Candidatura Migliori effetti speciali
- 1995 - Stinkers Bad Movie Awards
  - Candidatura Peggior sequel
- 1995 - Universe Reader's Choice Award
  - Miglior film fantasy
  - Miglior colonna sonora a Elliot Goldenthal

## Altri media
- Dal film sono stati sviluppati diversi videogiochi per SNES, Game Boy, Genesis, Game Gear, e PlayStation.
- Un romanzo tratto dalla sceneggiatura del film è stato scritto da Peter David; il libro segue in modo fedele la trama del film, ma include anche capitoli extra (basati su scene tagliate dalla pellicola), un ordine degli eventi più fedele alla sceneggiatura e alcune parti completamente originali esclusive al romanzo stesso.[44][45]
- L'adattamento a fumetti è stato realizzato per la DC Comics da Dennis O'Neil, Michael Dutkiewicz e Scott Hanna. In Italia è stato pubblicato nell'ottobre del 1995 dalla Play Press.[46]

## Director's cut
Pochi giorni dopo la morte di Joel Schumacher, avvenuta il 22 giugno 2020, il giornalista e sceneggiatore Marc Bernardin affermò durante un'intervista l'esistenza di una "Schumacher Cut", nascosta da qualche parte negli archivi della Warner Bros.; pare che questa versione fosse uno dei primi montaggi che il regista mostrò ai dirigenti della Warner ed oltre ad avere un tono molto più dark e serio rispetto alla controparte uscita nel 1995, a detta di Bernardin non costerebbe molto restaurarla, in quanto sarebbe già completa di tutto.
Circa una settimana dopo, la rivista Variety ne ha confermato l'esistenza dopo aver intervistato uno dei dirigenti della Warner Bros.; tuttavia, è stato reso noto che la società al momento non ha né piani per il rilascio, né la certezza assoluta che una copia di quel girato esista ancora dopo venticinque anni.
Nonostante le precedenti dichiarazioni, il 10 aprile 2021, durante un'intervista su YouTube, lo sceneggiatore e produttore del film Akiva Goldsman ha affermato di aver recentemente visto il film nella sua versione originale (chiamata "Preview Cut one") e che la pellicola ha una "rinascita" che l'aspetta, implicando il fatto che il materiale tagliato esista ancora e che il rilascio di una director's cut sia ancora possibile.
Nel luglio 2023, a seguito di una proiezione privata di una versione workprint da parte del regista Kevin Smith, Goldsman ha confermato che il montaggio originale esiste a tutti gli effetti e sebbene al momento non vi siano piani per pubblicarlo, si è detto fiducioso di un possibile rilascio in futuro.
Nel luglio 2024 Goldsman ha ribadito l'esistenza della director's cut, dichiarando inoltre che i lavori per restaurarla sono stati sospesi a seguito dei recenti tumulti interni alla Warner Bros.
Nel maggio 2025 era stato annunciato che una copia workprint della director's cut sarebbe stata proiettata in un cinema indipendente a Los Angeles alla fine dello stesso mese, ma il 24 maggio la proiezione è stata annullata a seguito di un ordine di cessazione da parte della Warner Bros.
Nel luglio 2025, durante un'intervista sulla sua carriera, Goldsman ha dichiarato che, sebbene la Warner Bros non sia attualmente interessata a distribuire la director's cut, lui sta comunque facendo pressioni al riguardo.